# Ruislip Gardens
Ruislip Gardens è una stazione della linea Central della metropolitana di Londra.

## Storia

### La stazione dellaGreat Western and Great Central Joint Railway
I binari sono stati posati dalla Great Western and Great Central Joint Railway (GW&GCR) e il servizio è cominciato nell'aprile del 1906. La stazione è stata costruita in un secondo momento, e aperta al pubblico a luglio del 1934.

### La stazione della metropolitana
Alla fine degli anni 30 fu deciso di estendere la linea Central verso ovest, nell'ambito del New Works Programme: inizialmente si intendeva portare la linea fino a Denham ma, per ritardi dovuti alla seconda guerra mondiale e per la creazione della Metropolitan Green Belt, il terminal è stato assestato a West Ruislip, nel novembre 1948.
I servizi della linea ferroviaria sono terminati a luglio del 1958 e, oggi, la stazione viene servita solo dalla linea Central.

## Strutture e impianti
Ruislip Gardens è una stazione in superficie passante con due binari e una banchina a isola.
Alcuni servizi iniziano o terminano la propria corsa qui, anziché a West Ruislip: questi sono i treni che entrano o escono dal deposito, situato a ovest rispetto alla stazione, a sud del fascio di binari. Vi è un collegamento che parte dal deposito per il movimento del materiale rotabile della linea Metropolitan che corre al margine occidentale del deposito.
La stazione rientra nella Travelcard Zone 5.

## Interscambi
Nelle vicinanze della stazione effettuano fermata delle linee urbane automobilistiche, gestite da London Buses.
- Fermata autobus

La stazione si trova, infine, nelle vicinanze delle stazioni di Ruislip e Ruislip Manor, posizionate lungo le linee Metropolitan e Piccadilly.

## Galleria d'immagini

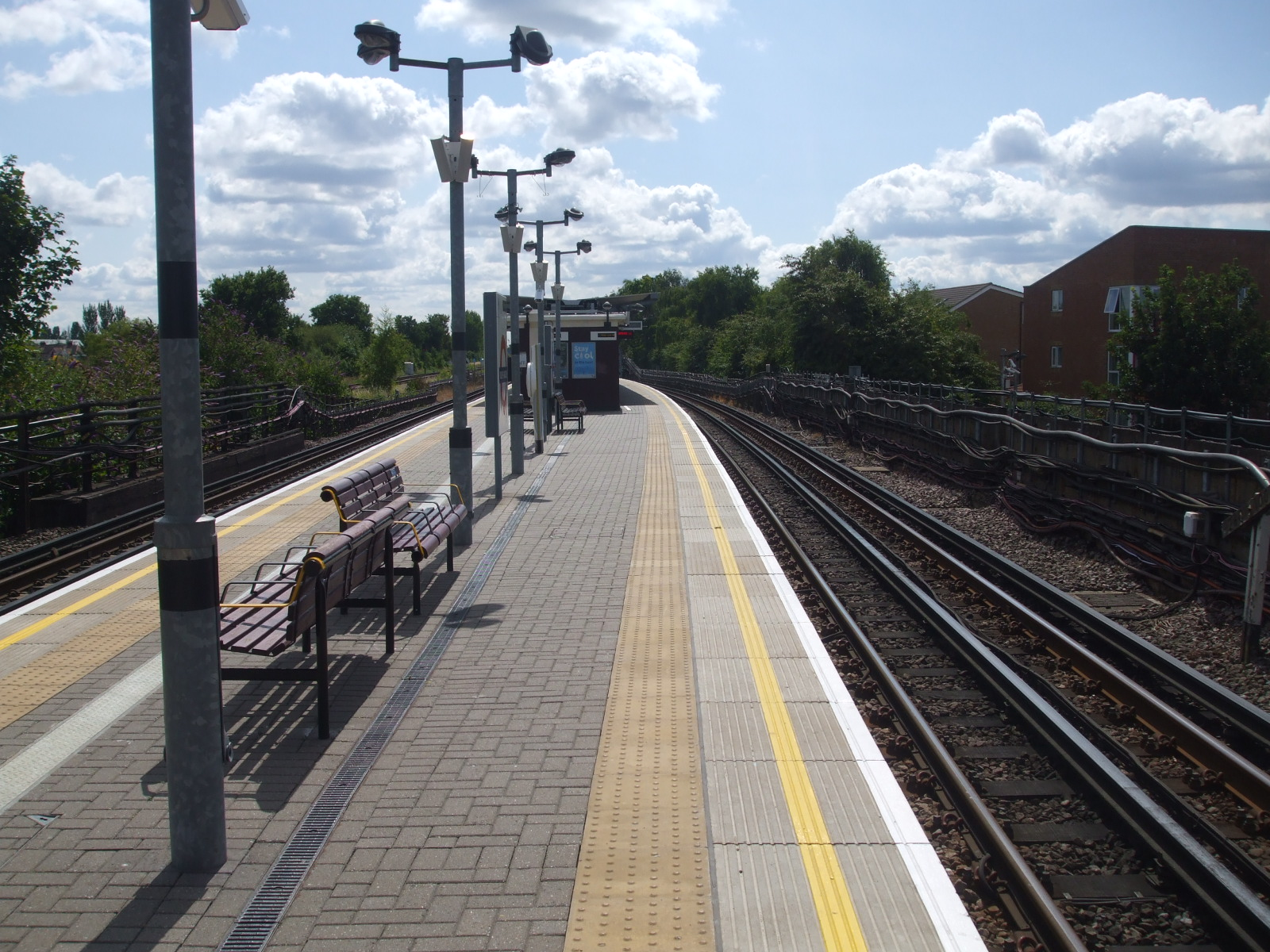
Il binario est, con i binari delle Chiltern Railways sulla sinistra
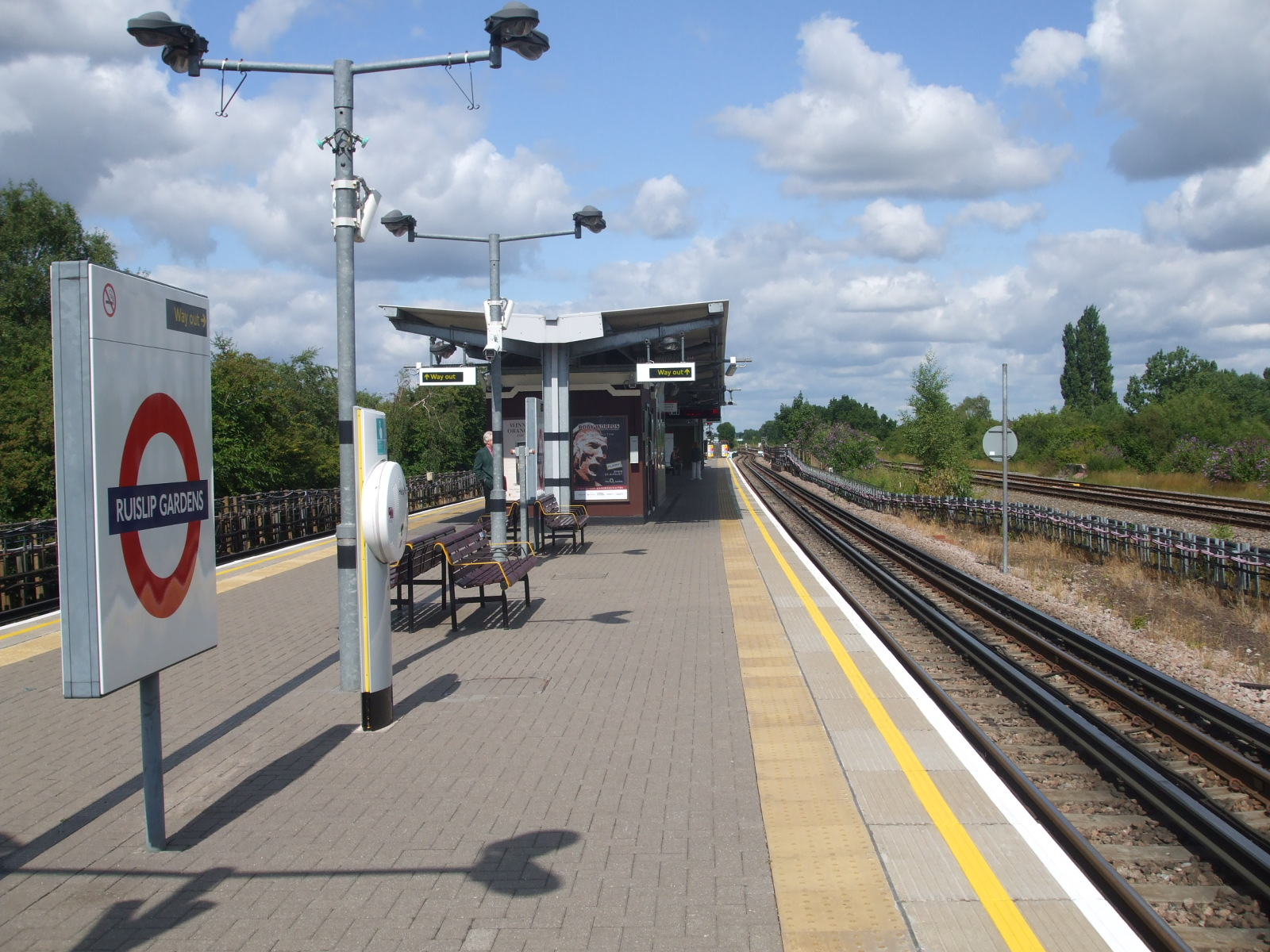
Il binario ovest
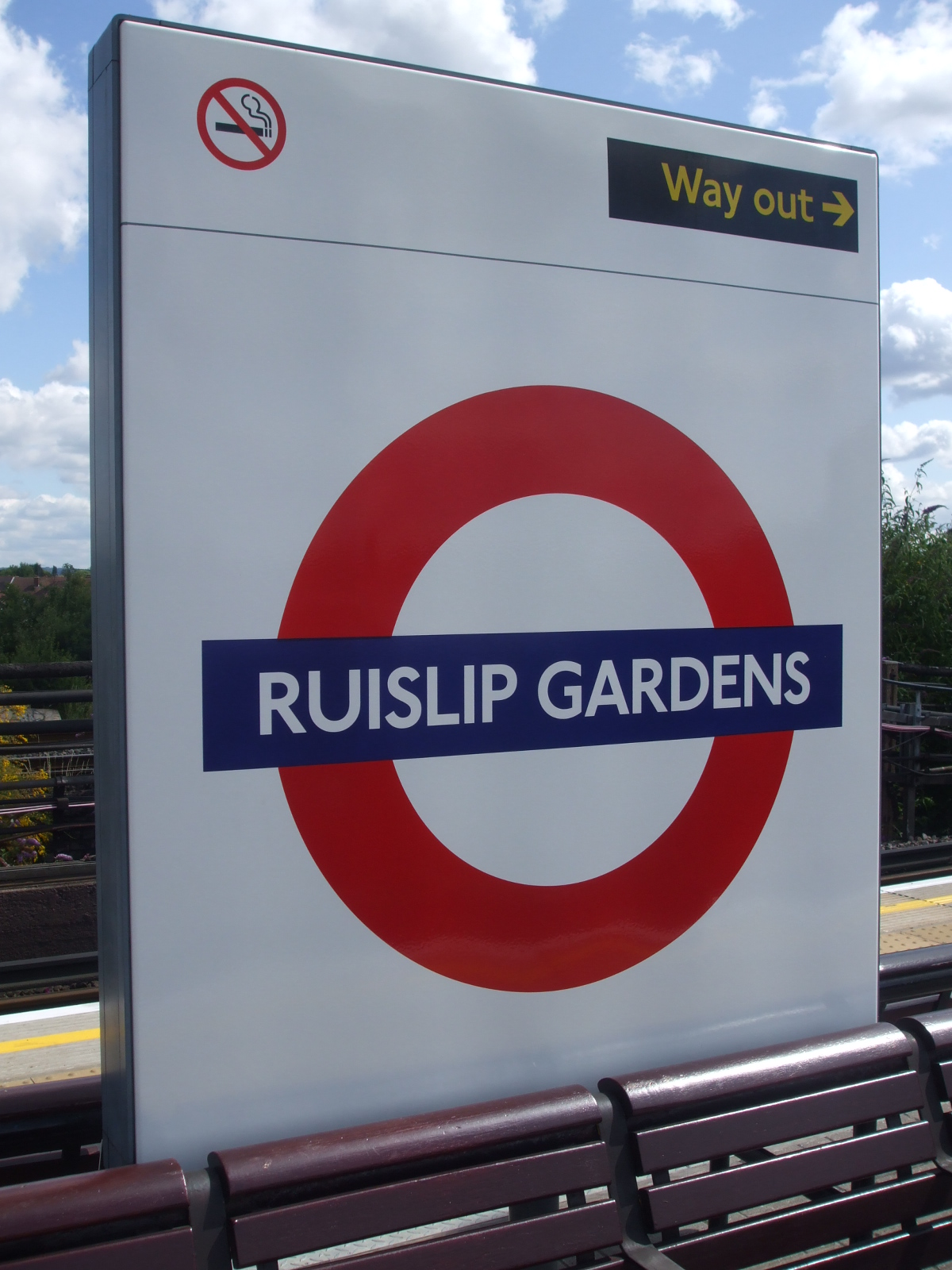
L'insegna della stazione del London Underground
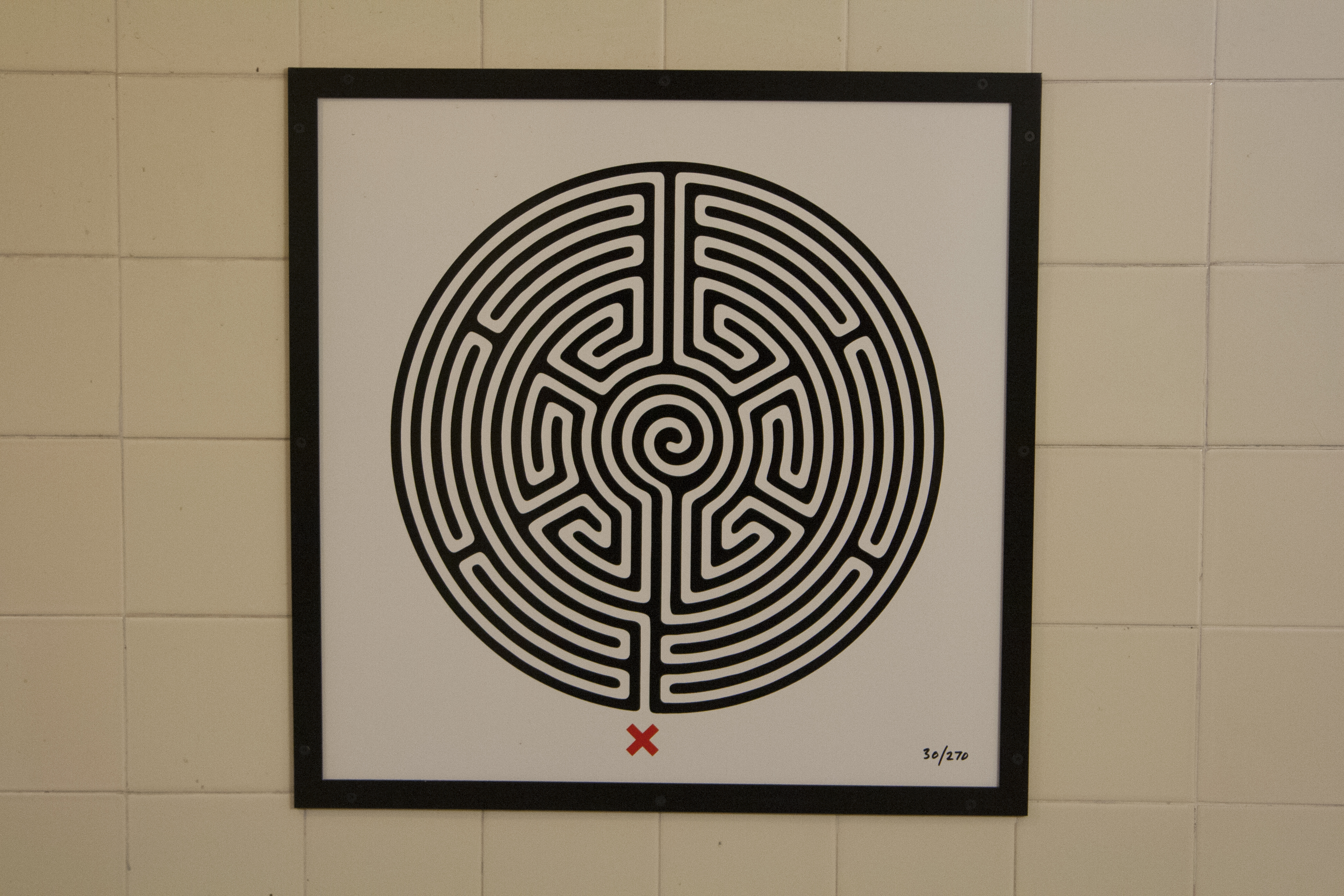
'Labyrinth' di Mark Wallinger, nell'ambito delle installazioni artistiche per il centocinquantenario della London Underground